# Drimia apiculata
Drimia apiculata är en sparrisväxtart som först beskrevs av Joseph Marie Henry Alfred Perrier de la Bâthie, och fick sitt nu gällande namn av Ined. Drimia apiculata ingår i släktet Drimia och familjen sparrisväxter. Inga underarter finns listade i Catalogue of Life.